# 丸山龍也
丸山 龍也（まるやま りゅうや、1992年7月4日 - ）は、神奈川県横浜市都筑区出身の元サッカー選手。ポジションはFW・MF・DF。

## 来歴
7歳の時に横浜市にある横浜港北SCでサッカーを始める。中学卒業後に神奈川県立横浜翠嵐高等学校の定時制課程へ入学し、高体連やクラブユースなど一般的な高校生が所属するクラブには属さず、午前中に社会人チームで練習して午後から通学という生活でプロサッカー選手への道を模索。その後、アルバイトでベトナムなど国内外でトライアウトを受け、高校卒業と同時に岩手県からJリーグ入りを目指していたアンソメット岩手・八幡平と契約。
しかし、2011年冬に左膝の前十字靱帯と内側側副靭帯を断裂。2度の再建手術とリハビリを経て復帰したが、復帰直後に再び前十字靭帯の同箇所を断裂し、結果として3回もの手術・入院を行うこととなり、2年間の長期離脱となった。このリハビリ期間中に東北社会人サッカーリーグのラインメール青森FCへ移籍を行ったが、出場記録はなかった。
2013年冬には、プロ契約を目指しタイでトライアウトを受け、複数チームから契約の話も持ち上がったが、その後2014年にスリランカ・チャンピオンズリーグのニューヤングスFCと契約。
シーズン終了後、ヨーロッパにプレー機会を求め渡欧し、2015年にリトアニア・LFF IリーガのFKタウラス・タウラゲへ移籍。
2017年にスペインに渡るも契約には至らず、引退した。
2022年、持続化給付金を騙し取ったとして逮捕。

## 所属クラブ
- 1999年 - 2005年  横浜港北サッカークラブ
- 2005年 - 2006年  横浜市立中川中学校サッカー部
- 2006年 - 2007年  FC COJBジュニアユース
  - 2007年7月-9月   クルービ・アトレチコ・ジョゼエンセ (留学)
- 2008年 - 2010年  FC COJB
- 2011年 - 2012年  アンソメット岩手・八幡平/アンソメット岩手
- 2013年  ラインメール青森FC
- 2014年  ニューヤングスFC
- 2015年 - 2016年  FKタウラス・タウラゲ

## 個人成績
| 国内大会個人成績 | 国内大会個人成績 | 国内大会個人成績 | 国内大会個人成績 | 国内大会個人成績 | 国内大会個人成績 | 国内大会個人成績 | 国内大会個人成績 | 国内大会個人成績 | 国内大会個人成績 | 国内大会個人成績 | 国内大会個人成績 |
| 年度             | クラブ           | 背番号           | リーグ           | リーグ戦         | リーグ戦         | リーグ杯         | リーグ杯         | オープン杯       | オープン杯       | 期間通算         | 期間通算         |
| 年度             | クラブ           | 背番号           | リーグ           | 出場             | 得点             | 出場             | 得点             | 出場             | 得点             | 出場             | 得点             |
| リトアニア       | リトアニア       | リトアニア       | リトアニア       | リーグ戦         | リーグ戦         | リーグ杯         | リーグ杯         | オープン杯       | オープン杯       | 期間通算         | 期間通算         |
| ---------------- | ---------------- | ---------------- | ---------------- | ---------------- | ---------------- | ---------------- | ---------------- | ---------------- | ---------------- | ---------------- | ---------------- |
| 2015             | タウラス         | 3                | LFF I            | 25               | 2                | -                | -                | -                | -                | 25               | 2                |
| 通算             | リトアニア       | リトアニア       | LFF I            | 25               | 2                | -                | -                | -                | -                | 25               | 2                |
| 総通算           | 総通算           | 総通算           | 総通算           | 25               | 2                | -                | -                | -                | -                | 25               | 2                |

## エピソード
2011年8月には天皇杯全日本サッカー選手権大会の予選にあたる岩手県サッカー選手権大会決勝でグルージャ盛岡と対戦したが、3人目の交代選手として出場した約1分後に危険行為により一発退場。既に10人での戦いを強いられてたアンソメットは9人となり敗れ、天皇杯本戦出場も逃した。
渡欧中にセルビアで出会った代理人に詐欺を仕掛けられ、所持金を全て失ったことをブログで告白し話題になった。
2015年、宇都宮徹壱のメールマガジン「徹マガ」にアンバサダーとして就任。同年、慶應義塾大学法学部を中退。
2018年3月19日に放送されたテレビ朝日系列「激レアさんを連れてきた。」に「国内外のあらゆるサッカーチームの入団テストに落ちまくっているけど、どうしても日本代表入りを諦めない人」として出演しメインキャストのオードリー若林正恭が「良い人生」「マルちゃんのファンになった」と絶賛した。

## 出演
- 激レアさんを連れてきた。（テレビ朝日、2018年3月19日放送）